# Zbór ewangelicko-augsburski w Kielcach
Zbór ewangelicko-augsburski w Kielcach – dawna parafia ewangelicko-augsburska z siedzibą w Kielcach, istniejąca w latach 1835-1968. Obecnie działa jako filiał parafii ewangelicko-augsburskiej w Radomiu, należącej do diecezji warszawskiej Kościoła Ewangelicko-Augsburskiego w RP.

## Historia
Początki osadnictwa ewangelickiego w Kielcach sięgają końca XVIII wieku. Pierwszymi luteranami na terenie miasta byli robotnicy sprowadzeni do pracy w przemyśle górniczym i hutniczym. Od 1816 z inicjatywy Stanisława Staszica zaczynają się  tutaj osiedlać profesorowie wyznania ewangelickiego, podejmujący pracę w Szkole Akademiczno-Górniczej. Nabożeństwa luterańskie w tamtym czasie prowadzone były przez duchownych z Radomia i Tomaszowa w budynkach prywatnych oraz w sali Pałacu Biskupów Krakowskich.
Idea utworzenia w Kielcach samodzielnej parafii powstała w latach 20. XIX wieku, kiedy w pobliżu Łopuszna doszło do powstania wsi zamieszkałych przez ewangelickich kolonistów niemieckich (przede wszystkim Antonielów). W celu powołania parafii w 1829 przez Konsystorz Generalny w Warszawie zostało powołane Kolegium Kościelne. 10 marca 1835 uzyskane zostało pozwolenie na budowę domu parafialnego i kościoła. W tym samym roku oficjalnie utworzono samodzielną parafię. Działała rada parafialna, miasto zamieszkiwał również stały duchowny. Poświęcenia kościoła dokonano 3 grudnia 1837.
W połowie XIX wieku otwarto ewangelicki cmentarz, wcześniej zmarli byli chowani na wydzielonej kwaterze na Cmentarzu Starym. Od 1851 parafia administrowała filiałem w Pilicy.
Po wybuchu I wojny światowej członkowie zboru, którzy nie posiadali obywatelstwa rosyjskiego, zostali wywiezieni w głąb cesarstwa. Wysiedlono również pobliskie wsie zamieszkałe przez ewangelików. W parafii pozostało około 100 wiernych.
Po zakończeniu wojny przesiedleńcy powrócili do swoich domów. W 1921 działalność rozpoczął filiał w Przeczowie. W 1937 parafia kielecka liczyła 2000 członków i posiadała kościół, dwie kaplice oraz zarządzała trzema cmentarzami. Oprócz tego filiał w Przeczowie zrzeszał 400 wiernych z trzema domami modlitwy i cmentarzami, a filiał w Pilicy liczył 150 członków, dysponując kaplicą oraz cmentarzem.
Po II wojnie światowej, w efekcie wysiedleń oraz ewakuacji na zachód, w parafii pozostało jedynie 33 osoby, z czego w samym mieście było to 21 wiernych. Od tego czasu pozbawiona była stałego duszpasterza, nabożeństwa sprawowali księża z parafii w Radomiu. W związku z brakiem możliwości finansowych utrzymania własnej świątyni, kościół ewangelicki został 1960 wynajęty parafii polskokatolickiej, a nabożeństwa przeniesiono do kaplicy zorganizowanej w budynku domu parafialnego. 
Do likwidacji parafii i przekształcenia jej w stację kaznodziejską podległą parafii radomskiej doszło na mocy uchwały z 26 września 1968. Wtedy też zamknięto filiał w Pilicy. W 1969 teren cmentarza ewangelickiego w Kielcach został przekazany miastu, wydzielona z niego została kwatera przeznaczona w dalszym ciągu na pochówki wiernych wyznania luterańskiego.

## Współczesność
Kielce pozostają filiałem parafii ewangelicko-augsburskiej w Radomiu, liczącym około 30 wiernych. Nabożeństwa odbywają się w każdą niedzielę w kościele ewangelicko-augsburskim Świętej Trójcy w Kielcach, będącym nadal własnością ewangelików, jednak od 2001 noszącym miano Ekumenicznej Świątyni Pokoju (odbywają się w nim również nabożeństwa parafii polskokatolickiej oraz zboru Kościoła Chrześcijan Wiary Ewangelicznej).

## Proboszczowie parafii w Kielcach
- ks. Georg Wendt (1836-1837)
- ks. Dawid Bergemann (1838)
- ks. Karol Rötscher (1838-1849)
- ks. Karol Kliem (1850-1853)
- ks. Edward Lembke (1853-1877)
- ks. Leopold Müller (1877-1879)
- ks. Edward Lemon (1879-1880)
- ks. Ferdynad Haefke (1881-1886)
- ks. Henryk Zander (1888-1911)
- ks. Władysław Wernitz (1913-1919)
- ks. Jerzy Tytz (1919-1923)
- ks. Gustaw Tochtermann (1926-1944)[2]